# La Doc et le Véto
La Doc et le Véto est une série télévisée française en six épisodes de 90 minutes diffusée du 9 mars 2021 au 11 juin 2024 sur France 3.
En octobre 2023, Dounia Coesens annonce que la série se termine après les épisodes 5 et 6.

## Synopsis
Emma Colin, jeune diplômée de la Médecine de Paris, arrive dans le petit village auvergnat de Valerande-les-Chantelles. Elle fait la connaissance de Pierre Josset, le vétérinaire local et enfant du pays, de retour après une carrière citadine et un divorce. Contraints de partager leurs cabinets.

## Fiche technique
- Réalisation : Thierry Binisti
- Scénario : Sylviane Corgiat, Alysse Hallali et Bruno Lecigne
- Directeur de la photographie : Michel Benjamin
- Musique : Olly Gorman
- Production : Christian Gerin (producteur exécutif)
- Genre : Comédie sentimentale
- Pays :  France
- Durée : 91 minutes (1 h 31)
- Date de diffusion : 9 mars 2021 sur France 3

## Distribution
- Michel Cymes : Pierre Josset, le Véto
- Dounia Coesens : Emma Colin, la Doc
- Léo-Paul Salmain : Bastien Josset, le fils de Pierre
- Pasquale D'Inca : Gilles Vilar, le maire de Valerande-les-Chantelles
- Valérie Schwarcz : Françoise Vilar, l'épouse du maire et secrétaire du cabinet médical
- Olivier Perrier : Albert Josset, le père de Pierre et de Manu
- Jérôme Fonlupt : Emmanuel « Manu » Josset, le frère de Pierre et éleveur de vaches
- Franck Adrien : Fernand Pouzat, le vigneron et éleveur de chèvres
- Jean-Luc Guitton : Mathieu Mondet, le pêcheur
- Fatou Dicko : Louisette, la barmaid du « Bar de la Mairie »
- Anne Gaydier : Gisèle Faure, la propriétaire des deux chiens, Pipo et son fils Atlas
- David Levadoux : Martin Portal, l'éleveur de moutons (ep. 1, 4)
- Nassima Benchicou : Leïla Portal, l'épouse de Martin (ep. 1)
- Pierre Fernandès : M. Chevasse (ep. 1)
- Dany Benedito: Julie Bosman, gérante de l'auberge-restaurant « Les Blaches » (ep. 2, 3, 4)
- Lisa Gardarin : Clara Terrier, la fille d'Hervé et de Laëtitia (ep. 2, 4)
- Anta Ounoughi : Inès Bosman, la fille de Julie (ep. 2, 3)
- Véronique Frumy : Germaine Chaput (ep. 2)
- Lucas Noël : Thomas Pouzat, le fils de Fernand et Suzanne (ep. 2)
- Laëtitia Maisonhaute : Suzanne Hopper, l'ex-épouse de Fernand (ep. 2)
- Garris Lloret : Killian Villan, le neveu du maire (ep. 2)
- Frédéric Bouraly : Philippe Bertoni, le plombier-chauffagiste de Crussignac (ep. 3, 4)
- Mathieu Dublocard : Gaspard Perriot, le garde nature (ep. 3)
- Michaël Maïno : Elliot Perriot, l'exploitant du gîte de « Le Relais de l'Omble Chevalier » et frère de Gaspard (ep. 3)
- Sabrina Ben Njima : Amira Perriot, l'exploitante du gîte « Le Relais de l'Omble Chevalier » et épouse d'Elliot (ep. 3)
- Magali Bonat : Corinne Boyer, la maire de Crussignac (ep. 3)
- Bruno Munda : le professeur Gaudin, le sismologue (ep. 3)
- Benoît Maréchal : Vincent Lunel, l'ornithologue (ep. 4)
- Karin Martin Prevel : Charlotte Vasseur, présidente de l'association « Les Amis du Vautour » / « Les Vautours, ça vaut le détour » (ep. 4)
- George Grisbi : Hervé Terrier, éleveur de porcs et conducteur pour Transvulcan (ep. 4)
- Anne Comte : Laëtitia Terrier, l'épouse d'Hervé (ep. 4)
- Jérémy Barriere : Théo, vidéaste de l'association « Les Amis du Vautour » (ep. 4)
- Léon Vitale : Jean, militant de l'association « Les Amis du Vautour » (ep. 4)
- Sara Binisti : Mathilde, militante de l'association « Les Amis du Vautour » (ep. 4)

## Épisodes

### Épisode 1
- Diffusion : 11 février 2021 sur La Une (Belgique), 9 mars 2021 sur France 3 (France)
- Réalisation : Thierry Binisti
- Synopsis : À Valerande-les-Chantelle, un village auvergnat qui se meurt, l'installation d'un médecin en plein désert médical marque le sursaut d'un territoire délaissé. Mais la jeune diplômée, parisienne et ambitieuse, est contrainte de partager le cabinet d'un vieux vétérinaire local et taciturne.

### Épisode 2: Partir, revenir[2]
- Diffusion : 10 mars 2022 sur La Une, 17 mai 2022 sur France 3
- Réalisation : Thierry Binisti
- Synopsis : Emma et Pierre sont confrontés au cambriolage de la maison médicale par trois adolescents du village qui veulent trouver de quoi permettre à l'un d'eux de quitter Valerande. À l'inverse, c'est au village qu'Inès, la jeune stagiaire de Pierre, trouve sa vocation...

### Épisode 3: Le lac du diable[3]
- Diffusion : 16 mars 2023 sur La Une, 18 avril 2023 sur France 3[4]
- Réalisation : Thierry Binisti
- Synopsis : Les habitants du village et leurs animaux font tour à tour des malaises inexpliqués en passant à côté du lac de Crussignac, village voisin de Valerande. Emma et Pierre mènent l'enquête pour en connaître la cause.

### Épisode 4: Les charognards[5]
- Diffusion : 23 mars 2023 sur La Une, 25 avril 2023 sur France 3[4]
- Réalisation : Thierry Binisti
- Synopsis : Depuis plusieurs mois, les éleveurs de Valerande-les-Chantelle s’inquiètent des agissements des vautours, réintroduits pour l’équarrissage des animaux morts. D’après eux, ils sont devenus trop nombreux et s’en prennent à leurs bêtes en bonne santé.

### Épisode 5: En chiens de faïence
- Diffusion : 8 février 2024 sur La Une, 4 juin 2024 sur France 3
- Réalisation : Emmanuelle Cuau
- Synopsis :

### Épisode 6: Plume noire
- Diffusion : 15 février 2024 sur La Une, 11 juin 2024 sur France 3
- Réalisation : Bénédicte Delmas
- Synopsis :

## Accueil

### Audiences
| Saison   | no | Titre                | Date de diffusion France | Téléspectateurs | Part d'audience | Classement | Référence |
| -------- | -- | -------------------- | ------------------------ | --------------- | --------------- | ---------- | --------- |
| Saison 1 | 1  | Le Numéro 23         | 9 mars 2021              | 4 680 000       | 20,7 %          | 1er        | [ 6 ]     |
| Saison 1 | 2  | Partir, revenir      | 17 mai 2022              | 3 650 000       | 17,7 %          | 2e         | [ 7 ]     |
| Saison 1 | 3  | Le Lac du diable     | 18 avril 2023            | 3 540 000       | 16,6 %          | 2e         | [ 8 ]     |
| Saison 1 | 4  | Les Charognards      | 25 avril 2023            | 3 740 000       | 18,5 %          | 1er        | [ 9 ]     |
| Saison 2 | 5  | En chiens de faïence | 4 juin 2024              | 3 850 000       | 19,8 %          | 1er        | [ 10 ]    |
| Saison 2 | 6  | Plume noire          | 11 juin 2024             | 4 210 000       | 21,1 %          | 1er        | [ 11 ]    |

Légende
- Les plus hauts chiffres d'audience
- Les plus bas chiffres d'audience

## Commentaires
Le village de Valerande-les-Chantelle est totalement fictif. La série a été en fait tournée à Besse-et-Saint-Anastaise, petit village du Puy-de-Dôme de 1 500 habitants. Pour s'habituer à un aspect vraiment campagnard, producteurs et comédiens ont rencontré de véritables villageois marqués par la désertion de leur région.
De son côté, Michel Cymes, amoureux de la campagne et de la nature, affirme être très concerné par le désert médical en France, raison pour laquelle il a accepté le rôle de Pierre Josset.